# David Schumacher
David Schumacher (Bergheim, Renania del Norte-Westfalia, Alemania; 23 de octubre de 2001), es un piloto alemán de automovilismo. De trayectoria que se inició en 2017 compitiendo en el Campeonato de EAU de Fórmula 4 desarrollado en los Emiratos Árabes Unidos, logrando el subcampeonato general y el campeonato de novatos de esa temporada. Al año siguiente, debutó en la ADAC Fórmula 4 de su país, culminando en la novena ubicación del campeonato. Su carrera continuó en categorías de Fórmula 3, destacándose su presencia en los campeonatos de la Euroformula Open y el Campeonato español.

## Carrera

### Fórmula 4
Schumacher participó de la temporada 2017-18 del Campeonato de EAU de Fórmula 4, disputado en dicho país. A pesar de no participar en la primera ronda, la cual constó de cuatro carreras, el piloto alemán logró ser subcampeón al final de la temporada.
Posteriormente, participó en la temporada 2018 de ADAC Fórmula 4, para la escudería US Racing-CHRS. Logró acabar en primera posición en el campeonato de rookies, a pesar de que quedó noveno en el campeonato de pilotos.

### Fórmula 3
Al terminar el campeonato alemán, Schumacher también concurrió a las últimas dos rondas de Eurofórmula Open y del Campeonato de España de Fórmula 3 junto a RP Motorsport.
A principios de 2019, David compitió en el Campeonato Asiático de F3 Series de Invierno. El piloto participó en las dos primeras rondas y finalizó la temporada en noveno lugar. Disputó la temporada 2019 del Campeonato de Fórmula Regional Europea, junto a la escudería US Racing. Logró cuatro victorias, y acabó en cuarta posición en el campeonato de pilotos con 285 unidades.
En septiembre del mismo año disputó la última ronda del Campeonato de Fórmula 3 de la FIA con la escudería Campos Racing en reemplazo de Alex Peroni, luego de que este último sufriera un fuerte accidente en la ronda anterior. En 2020, fue piloto titular de Charouz Racing System junto a los pilotos Roman Staněk e Igor Fraga. No sumó puntos en las 12 carreras que disputó. Dejó la escudería tras seis rondas y se unió a Carlin Buzz Racing para disputar lo que queda de la temporada. En Carlin tampoco pudo sumar puntos. Finalmente terminó vigésimo octavo en el campeonato.

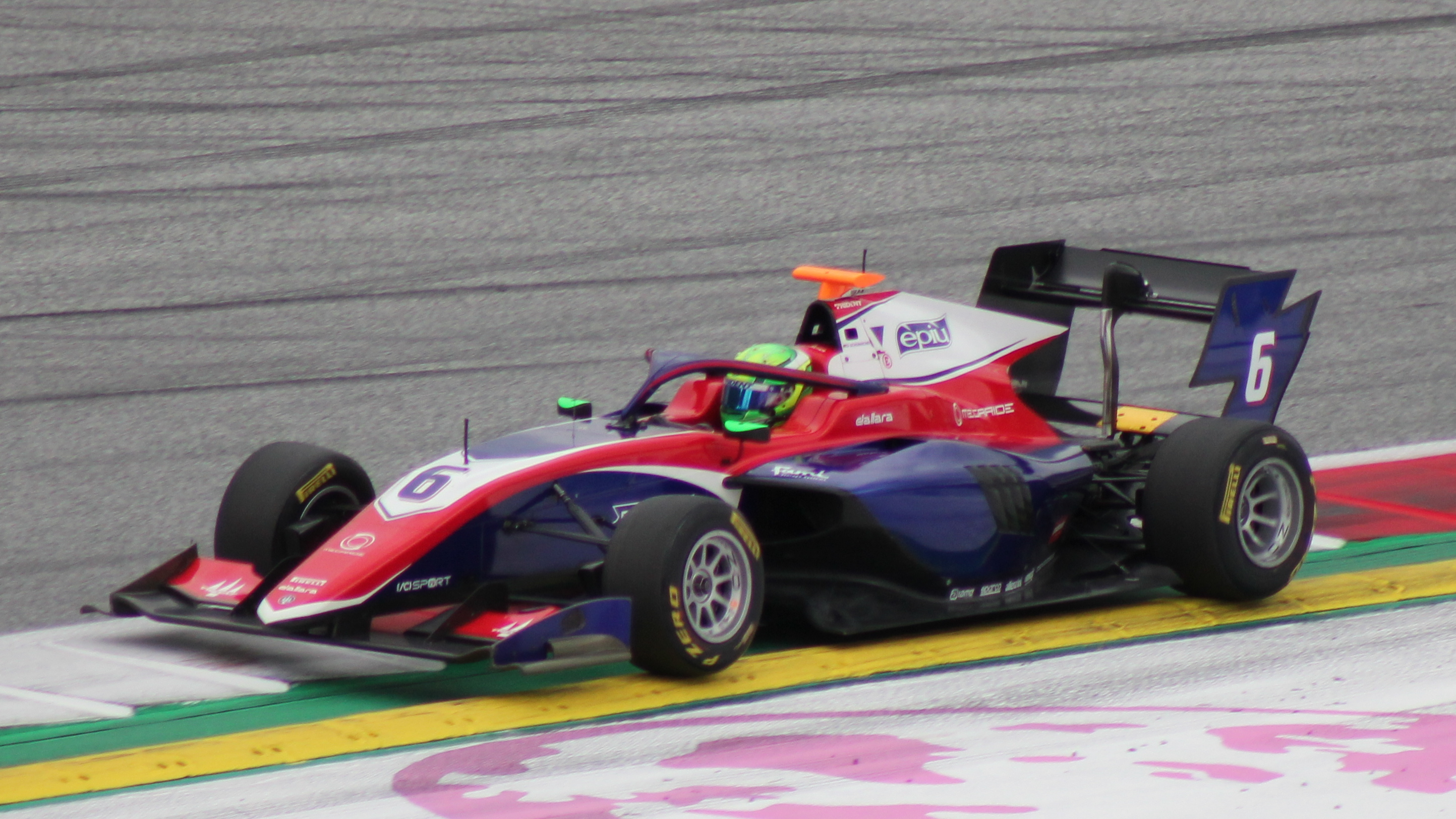
Schumacher en la ronda de Spielberg de Fórmula 3 2021, donde ganó.

A inicios de febrero de 2021, David firmó con Trident para disputar su segunda temporada a tiempo completo. Anteriormente disputó los entrenamientos postemporada 2020 con el mismo equipo y también con el campeón Prema.

## Vida personal
Entre sus relaciones personales, es hijo de la exmodelo Cora-Caroline Brinkmann y el expiloto de Fórmula 1, Ralf Schumacher. Es sobrino de los también expilotos de automovilismo Michael Schumacher (siete veces campeón de Fórmula 1) y Sebastian Stahl (medio hermano de su padre Ralf y expiloto de turismos). A su vez, es primo del también piloto de automovilismo Mick Schumacher, hijo de su tío Michael. David mantiene una relación con la piloto húngara Vivien Keszthelyi.

## Resumen de carrera
| Temporada | Categoría                                          | Equipo                        | Carreras     | Victorias    | Poles        | VR           | Podios       | Puntos       | Pos.         |
| --------- | -------------------------------------------------- | ----------------------------- | ------------ | ------------ | ------------ | ------------ | ------------ | ------------ | ------------ |
| 2017-18   | Campeonato de EAU de Fórmula 4                     | Rasgaira Motorsports Team     | 20           | 3            | 5            | 4            | 16           | 325          | 2.º          |
| 2018      | ADAC Fórmula 4                                     | US Racing-CHRS                | 20           | 0            | 0            | 0            | 0            | 103          | 9.º          |
| 2018      | Eurofórmula Open                                   | RP Motorsport                 | 4            | 0            | 0            | 0            | 0            | 0            | NC†          |
| 2018      | Campeonato de España de Fórmula 3                  | RP Motorsport                 | 4            | 0            | 0            | 0            | 0            | 38           | 6.º          |
| 2019      | Campeonato Asiático de F3 - Serie de Invierno      | Pinnacle Motorsport           | 6            | 0            | 0            | 0            | 1            | 43           | 8.º          |
| 2019      | Campeonato de Fórmula Regional Europea             | US Racing                     | 25           | 4            | 5            | 3            | 9            | 285          | 4.º          |
| 2019      | Campeonato de Fórmula 3 de la FIA                  | Campos Racing                 | 2            | 0            | 0            | 0            | 0            | 0            | 32.º         |
| 2019      | Gran Premio de Macao                               | Sauber Junior Team by Charouz | 1            | 0            | 0            | 0            | 0            | N/A          | 21.º         |
| 2019-20   | MRF Challenge Fórmula 2000                         | MRF Racing                    | 4            | 1            | 2            | 2            | 4            | 82           | 9.º          |
| 2020      | Campeonato de Fórmula 3 de la FIA                  | Charouz Racing System         | 12           | 0            | 0            | 0            | 0            | 0            | 28.º         |
| 2020      | Campeonato de Fórmula 3 de la FIA                  | Carlin Buzz Racing            | 6            | 0            | 0            | 0            | 0            | 0            | 28.º         |
| 2021      | Campeonato de Fórmula 3 de la FIA                  | Trident                       | 20           | 1            | 0            | 0            | 2            | 55           | 11.º         |
| 2022      | Campeonato de Fórmula 3 de la FIA                  | Charouz Racing System         | 4            | 0            | 0            | 0            | 0            | 0            | 28.º         |
| 2022      | Deutsche Tourenwagen Masters                       | Mercedes-AMG Team Winward     | 15           | 0            | 0            | 0            | 0            | 0            | 28.º         |
| 2023      | Deutsche Tourenwagen Masters                       | Mercedes-AMG Team Winward     | 16           | 0            | 0            | 0            | 0            | 16           | 25.º         |
| 2023      | GT World Challenge Europe Endurance Cup            | Winward Racing                | 5            | 0            | 0            | 0            | 0            | 9            | 17.º         |
| 2023      | GT World Challenge Europe Endurance Cup - Gold Cup | Winward Racing                | 5            | 1            | 1            | 0            | 3            | 88           | 3.º          |
| 2024      | ADAC GT Masters                                    | Haupt Racing Team             | Disputándose | Disputándose | Disputándose | Disputándose | Disputándose | Disputándose | Disputándose |
| 2024      | Nürburgring Langstrecken-Serie - BMW M240i         | Teichmann Racing              | Disputándose | Disputándose | Disputándose | Disputándose | Disputándose | Disputándose | Disputándose |
| 2024      | Nürburgring Langstrecken-Serie - SP9               | Team ADVAN x HRT              | Disputándose | Disputándose | Disputándose | Disputándose | Disputándose | Disputándose | Disputándose |
| 2024      | 24 Horas de Nürburgring - SP10                     | Schnitzelalm Racing           | 1            | 0            | 0            | 0            | 1            | N/A          | 3.º          |
| Fuente:   |                                                    |                               |              |              |              |              |              |              |              |

- † - Al participar Schumacher como piloto invitado, no fue apto para puntuar.

## Resultados

### Campeonato de Fórmula 3 de la FIA
(Clave) (negrita indica pole position) (cursiva indica vuelta rápida puntuable)

| Año  | Escudería             | 1    | 1    | 2    | 2    | 3   | 3   | 4    | 4    | 5    | 5    | 6   | 6   | 7   | 7   | 8   | 8   | 9   | 9   | Pos. | Puntos | Ref.   |
| ---- | --------------------- | ---- | ---- | ---- | ---- | --- | --- | ---- | ---- | ---- | ---- | --- | --- | --- | --- | --- | --- | --- | --- | ---- | ------ | ------ |
| 2019 | Campos Racing         | BAR  | BAR  | LEC  | LEC  | SPI | SPI | SIL  | SIL  | BUD  | BUD  | SPA | SPA | MNZ | MNZ | SOC | SOC |     |     | 32.º | 0      | [ 19 ] |
| 2019 | Campos Racing         |      |      |      |      |     |     |      |      |      |      |     |     |     |     | 22  | 21  |     |     | 32.º | 0      | [ 19 ] |
| 2020 |                       | SPI1 | SPI1 | SPI2 | SPI2 | BUD | BUD | SIL1 | SIL1 | SIL2 | SIL2 | BAR | BAR | SPA | SPA | MNZ | MNZ | MUG | MUG | 28.º | 0      | [ 14 ] |
| 2020 | Charouz Racing System | 25   | 15   | 12   | 17   | 16  | 13  | 25   | 15   | 15   | Ret  | 22  | 25  |     |     |     |     |     |     | 28.º | 0      | [ 14 ] |
| 2020 | Carlin Buzz Racing    |      |      |      |      |     |     |      |      |      |      |     |     | 17  | 14  | 19  | Ret | 15  | 19  | 28.º | 0      | [ 14 ] |

| Año  | Escudería | 1   | 1   | 1   | 2   | 2   | 2   | 3   | 3   | 3   | 4   | 4   | 4   | 5   | 5   | 5   | 6   | 6   | 6   | 7   | 7   | 7   | Pos. | Puntos | Ref.   |
| ---- | --------- | --- | --- | --- | --- | --- | --- | --- | --- | --- | --- | --- | --- | --- | --- | --- | --- | --- | --- | --- | --- | --- | ---- | ------ | ------ |
| 2021 | Trident   | BAR | BAR | BAR | LEC | LEC | LEC | SPI | SPI | SPI | BUD | BUD | BUD | SPA | SPA | SPA | ZAN | ZAN | ZAN | SOC | SOC | SOC | 11.º | 55     | [ 20 ] |
| 2021 | Trident   | 11  | Ret | 12  | 16  | 11  | 27  | 12  | 1   | 11  | 8   | 6   | 4   | 11  | 2   | 9   | 14  | 5   | 30† | 14  | C   | 15  | 11.º | 55     | [ 20 ] |

| Año  | Escudería             | 1   | 1   | 2   | 2   | 3   | 3   | 4   | 4   | 5   | 5   | 6   | 6   | 7   | 7   | 8   | 8   | 9   | 9   | Pos. | Puntos | Ref.   |
| ---- | --------------------- | --- | --- | --- | --- | --- | --- | --- | --- | --- | --- | --- | --- | --- | --- | --- | --- | --- | --- | ---- | ------ | ------ |
| 2022 | Charouz Racing System | SAK | SAK | IMO | IMO | BAR | BAR | SIL | SIL | SPI | SPI | BUD | BUD | SPA | SPA | ZAN | ZAN | MNZ | MNZ | 28.º | 0      | [ 21 ] |
| 2022 | Charouz Racing System |     |     | 18  | 12  |     |     |     |     |     |     |     |     |     |     | 20  | 15  |     |     | 28.º | 0      | [ 21 ] |

### Deutsche Tourenwagen Masters
(Clave) (negrita indica pole position) (cursiva indica vuelta rápida)

| Año  | Equipo                    | Automóvil            | 1        | 2        | 3         | 4        | 5        | 6         | 7         | 8         | 9         | 10        | 11       | 12       | 13       | 14       | 15        | 16        | Pos. | Puntos |
| ---- | ------------------------- | -------------------- | -------- | -------- | --------- | -------- | -------- | --------- | --------- | --------- | --------- | --------- | -------- | -------- | -------- | -------- | --------- | --------- | ---- | ------ |
| 2022 | Mercedes-AMG Team Winward | Mercedes-AMG GT3 Evo | ALG 1 20 | ALG 2 15 | LAU 1 Ret | LAU 2 14 | IMO 1 21 | IMO 2 Ret | NOR 1 Ret | NOR 2 Ret | NÜR 1 Ret | NÜR 2 Ret | SPA 1 11 | SPA 2 20 | RBR 1 16 | RBR 2 24 | HOC 1 Ret | HOC 2 DNS | 28.º | 0      |
| 2023 | Mercedes-AMG Team Winward | Mercedes-AMG GT3 Evo | OSC 1 18 | OSC 2 13 | ZAN 1 Ret | ZAN 2 15 | NOR 1 16 | NOR 2 Ret | NÜR 1 Ret | NÜR 2 9   | LAU 1 DSQ | LAU 2 Ret | SAC 1 17 | SAC 2 11 | RBR 1 18 | RBR 2 18 | HOC 1 18  | HOC 2 16  | 25.º | 16     |